# Mama (EP)
Mama é o primeiro extended play do grupo masculino sino-coreano Exo, produzido e lançado pela S.M. Entertainment em 9 de abril de 2012 em duas versões linguísticas, em coreano e chinês mandarim.

## Antecedentes e lançamento
O EP foi produzido por Lee Soo Man, que também é o principal produtor do grupo. O título do EP é um termo coreano usado para tratar a uma pessoa real, similar aos atributos "Sua Alteza" ou "Sua Majestade". O título do single "Mama" foi escrito por Yoo Young-jin, que também co-escreveu dois outros singles do EP, "What Is Love" e "History".

## Promoção
De dezembro de 2011 a fevereiro de 2012, a SM Entertainment lançou vinte e três trailers apresentando os membros do grupo, que incluía alguns previews das músicas do EP. A faixa "Angel" foi usada como música de fundo em quatro trailers. A faixa "Two Moons" e foi destaque no Teaser #12, que foi estrelado Kai do Exo-K e Lay Exo-M. "Machine" foi destaque no Teaser #5, estrelado por Kai.
Exo-K promoveu a faixa-título "Mama" em programas, juntamente com a faixa "History". Eles fizeram sua estréia em programas, incluindo Inkigayo da SBS, M! Countdown da Mnet, Music Bank da KBS e Show! Music Core da MBC, a partir de 8 de abril à 15 de abril, enquanto Exo-M se apresentava na China no 12th Yinyue Fengyun Bang Awards no mesmo dia. Exo-K promoveu o álbum apresentando "Mama", em programas coreanos a cada semana. EXO-M apresentou o álbum pela Indonésia na do Super Junior Super Show 4, e fez aparições consistentes em programas chinês de música na televisão e shows de variedades, incluindo uma aparição em um episódio de Happy Camp.

## Lançamento e recepção
O single do grupo, "What Is Love", foi lançado em 30 de janeiro de 2012. Um segundo single, "History", foi lançado em 9 de março.
Em 31 de março de 2012, SM Entertainment revelou um teaser para o vídeo do single, "Mama" na Exo's concert showcase em Seul, Coreia do Sul. Em 6 de abril, a empresa lançou um álbum de fotos de ambos os subgrupos, Exo-K e Exo-M. O EP foi lançado em 9 de abril de 2012, simultaneamente na China, Coreia do Sul e internacionalmente pelo iTunes Store.
Ambas as versões do EP foram um sucesso comercial, a versão do Exo-K chegou ao número um na Coreia do Sul na Gaon Album Chart e estreou no número oito na Billboard World Albums Chart. A versão do Exo-M chegou a número dois na China na Sina Album Chart, número cinco na Gaon Album Chart, e número doze na Billboard World Albums Chart. Todos os três singles por Exo-M foram mapeadas em vários tipos de gráficos de música e vídeo chinesa, com o single Mama no topo das paradas depois de um dia de lançamento. Os vídeos de música para todos os três singles chegou ao número um em sites de streaming chineses, enquanto que o vídeo de "Mama"  por Exo-K chegou ao número sete no YouTube's Global Chart.

## Lista de faixas
| N.º            | Título                      | Duração |  |
| 1.             | "Mama"                      | 4:31    |  |
| 2.             | "What Is Love"              | 4:22    |  |
| 3.             | "History"                   | 3:32    |  |
| 4.             | "Angel"                     | 3:01    |  |
| 5.             | "Two Moons (featuring Key)" | 3:03    |  |
| 6.             | "Machine"                   | 3:26    |  |
| Duração total: | Duração total:              | 21:41   |  |

## Desempenho nas paradas
| Gráfico (2012)                         | Posição |
| -------------------------------------- | ------- |
| China (Sina Albums Chart)              | 2       |
| Japão (Oricon Weekly Album Chart)      | 38      |
| Coreia do Sul (Gaon Album Chart)       | 1       |
| Coreia do Sul (Hanteo Album Chart)     | 1       |
| Mundial (Billboard World Albums Chart) | 8       |

### Vendas
| Gráfico (2012)         | Vendas                   |
| ---------------------- | ------------------------ |
| Japão (Oricon)         | 7,259 (Versão Chinesa)   |
| Japão (Oricon)         | 21,565 (Versão Coreana)  |
| Coreia do Sul (Hanteo) | 50,652 (Versão Chinesa)  |
| Coreia do Sul (Hanteo) | 100,381(Versão Coreana)  |
| Coreia do Sul (Gaon)   | 101,098 (Versão Chinesa) |
| Coreia do Sul (Gaon)   | 162,405 (Versão Coreana) |

## Histórico de lançamento
| País          | Data               | Formato              | Gravadora                      |
| ------------- | ------------------ | -------------------- | ------------------------------ |
| China         | 9 de abril de 2012 | CD, download digital | SM Entertainment, KMP Holdings |
| Coreia do Sul | 9 de abril de 2012 | CD, download digital | SM Entertainment, KMP Holdings |